# Roland Juhász
Roland Juhász (* 1. července 1983, Cegléd, Maďarsko) je bývalý maďarský fotbalový obránce.
Ve své kariéře sbíral trofeje v Maďarsku i Belgii.

## Klubová kariéra
Mimo Maďarsko hrál na klubové úrovni v Belgii.

## Reprezentační kariéra
V A-mužstvu Maďarska debutoval 25. 4. 2004 v přátelském zápase proti týmu Japonska (výhra 3:2). Při své premiéře se zaskvěl jedním gólem. 

S maďarským národním týmem slavil v postup z kvalifikace na EURO 2016 ve Francii. Německý trenér maďarského národního týmu Bernd Storck jej zařadil do závěrečné 23členné nominace na EURO 2016 ve Francii. Maďaři se ziskem 5 bodů vyhráli základní skupinu F. V osmifinále proti Belgii se po porážce 0:4 rozloučili s turnajem.